# ウェルニッケ脳症
ウェルニッケ脳症 （ウェルニッケのうしょう、英語: Wernicke's encephalopathy）とは、ビタミンB1（ティアミン）の欠乏によって、ヒトで発生する脳の機能障碍である。すなわち、ビタミンB1の欠乏症の1つである。名称は、ドイツの神経科学者で外科医のカール・ウェルニッケの姓に由来する。本症は、ビタミンB1の摂取不足だけでも発症するが、多量の飲酒を行う者に多く発症するため、エタノールの摂取も複合的に影響していると言われている。

## 症状
ウェルニッケ脳症はビタミンB1欠乏症により、記憶障害を伴う、運動失調のコルサコフ症候群を引き起こす。眼球運動障害が現れる場合も有り、外側に目を動かせなくなり、意図せずに寄り目になってしまう症例も見られる。運動失調では、急激に歩行が不安定になり、どこかにつかまりながら歩くようになる。意識障害については、本症だけに特徴的な症状は存在せず、軽い意識障害から昏睡状態に陥る場合も有る。
なお、ビタミンB1の投与などの治療を実施した結果としてウェルニッケ脳症がある程度回復してくると、目が揺れて物が二重に見えたり、めまいがしたりする。また、精神的な症状により、無力や無気力になり、うつに陥る場合も有る。

## 原因
要するに、体内におけるビタミンB1の欠乏が、ウェルニッケ脳症の原因である

。
したがって、飢餓や、不適切な体重の減量による栄養障害でも発症し得る。また、基礎代謝を支えるためのカロリーは充分に摂取していたとしても、偏食のためにビタミンB1が充分に摂取できていない場合、または、何らかの理由でビタミンB1の体内での消費量が増大しているのに、その分のビタミンB1の摂取を行わなかった場合でも、発症し得る。例えば、多量の飲酒、インスタント食品の偏食による栄養の偏りなどが発症の誘因となる。また、日本では厚生省が保険診療において妊娠悪阻の点滴にビタミンB1を加えることを認めていなかったため、妊娠悪阻で食事ができなくて長期にわたって静脈点滴による栄養補給を受けた結果、ビタミンB1不足からウェルニッケ脳症を発症した例が報告された。
他に、通常は有り得ない話ながら、何らかの理由で消化管が使えない患者に対して、高カロリー輸液にビタミンB1を配合し忘れた処方のまま、長期間にわたって、高カロリー輸液に栄養補給を頼った場合なども、ウェルニッケ脳症を発症し得る。また、胃切除術後の食事摂取不良によって、ビタミンB1が不足し、ウェルニッケ脳症を発症した症例も報告された。

## 治療法
ウェルニッケ脳症を発症した場合には、なるべく早い段階で、ビタミンB1を投与を行えば良く、これが第1選択の治療である

。
数日間ビタミンB1を1日1000ミリグラム (mg)ほど静脈注射し、その後は1日当たり150 mgほどを、経口投与で補充する場合が多い。
なお、ビタミンB1の欠乏によってヒトに発症する疾患は、ウェルニッケ脳症だけではない。例えば、脚気なども、ビタミンB1の欠乏により、同時に発症し得る。したがって、末梢神経障碍などビタミンB1が欠乏しているために引き起こされ得る障碍に対するリハビリテーションも、同時に必要となる場合が有る。
また、ビタミンB1の欠乏症ではないものの、ウェルニッケ脳症を発症する程の高度なビタミンB1の欠乏を来たした患者は、アルコール依存症を伴っている場合も多く見られる。例えば、アルコール依存症で、酒の購入に生活費を使い込み、食費を抑えるべく偏食をしてきた患者などである。また、ビタミンB1は、エタノールの分解にも関与して消費されるため、過度の飲酒を続けては、再びビタミンB1の欠乏に陥る確率が高まる。そのような患者には、アルコール依存症に対する治療プログラムも、同時に実施する必要が出てくる。